# 月蝕グランギニョル
「月蝕グランギニョル」（げっしょくグランギニョル）は、ALI PROJECTの楽曲。宝野アリカが作詞、片倉三起也が作曲を手掛けた。ALI PROJECTの11枚目のシングルとして2003年11月5日にビクターエンタテインメントから発売された。

## 概要
本シングルはA面・B面それぞれが、テレビアニメ『AVENGER』のオープニング・エンディングテーマである。なお、同アニメの音楽はALI PROJECTが担当していて、サウンドトラック（『Avenger O.S.T.』）も発売している。
「月蝕グランギニョル」、「未來のイヴ」ともにベストアルバムである『COLLECTION SIMPLE PLUS』に収録されている他、『Grand Finale』には「月蝕グランギニョル」がオーケストラリアレンジされて収録されている。なお、「月食」ではなく「月蝕」、「未来」ではなく「未來」である。グランギニョルとはグラン・ギニョール劇場、未來のイヴとはアンドロイドという言葉を初めて用いたSF小説『未来のイヴ』に由来すると考えられる。
前述のベストアルバムに寄せたコメントで、宝野は「月蝕グランギニョル」について、「いろんな意味で一番好きな曲」・「歌詞も99パーセント完璧」と語っている。「未來のイヴ」については、「いつかこの（小説と同じ）タイトルで曲を書きたいと思っていた」・「サイボーグが登場する話『AVENGER』と出会い、ぴったりの曲が出来た」と語っている。
シングルCDとしては収録時間が長い理由は、インストだけでなく両楽曲のTV Size版も収録されているためである。ALI PROJECTの他のビクターエンタテインメントからリリースされたシングルと同じく、スリムケース仕様であるが、「亡國覚醒カタルシス」や「勇侠青春謳」と違ってジャケットは宝野アリカの写真ではなく『AVENGER』のものとなっている。
月蝕グランギニョルの間奏にはスティーヴン・ライニキーの『神々の運命』が引用されている。

## 収録曲
全曲 作詞：宝野アリカ、作曲・編曲：片倉三起也
1. 月蝕グランギニョル [4:20]
テレビ東京系アニメ『AVENGER』オープニングテーマ
2. 未來のイヴ [4:34]
テレビ東京系アニメ『AVENGER』エンディングテーマ
3. 月蝕グランギニョル [TAILLE DE TV 90"] [1:35]
4. 未來のイヴ [TAILLE DE TV 90"] [1:36]
5. 月蝕グランギニョル [NON VOCAL]
6. 未來のイヴ [NON VOCAL]